# Artifodina siamensis
Artifodina siamensis är en fjärilsart som beskrevs av Tosio Kumata 1995. Artifodina siamensis ingår i släktet Artifodina och familjen styltmalar.
Artens utbredningsområde är Thailand. Inga underarter finns listade i Catalogue of Life.